# دابيتان
دابيتان (بالإنجليزية: Dapitan) هي مدينة في الفلبين، تتبع زامبوانجا ديل نورت، بلغ عدد سكانها 77٬441  نسمة، في 1 مايو 2010، تبلغ مساحتها 390٫53 كيلومتر مربع، رمزها البريدي هو 7101.

## الموقع
تشترك في الحدود مع:
- ديبولوج
- Mutia, Zamboanga del Norte [الإنجليزية]‏
- Sibutad [الإنجليزية]‏.

## التقسيمات الإدارية
- Aliguay Island [الإنجليزية]‏
- Taguilon [الإنجليزية]‏.

## أعلام
- غازيني غانادوس
- مارثا سيسيليا